# Switch On!
Singles de Anna Tsuchiya
Unchained Girl
(2011) Voyagers
(2012)
Switch On! est le 14e single de Anna Tsuchiya sorti sous le label MAD PRAY RECORDS le 23 novembre 2011 au Japon. Il arrive 13e à l'Oricon. Il se vend à 16 015 exemplaires la première semaine et reste classé 13 semaines pour un total de 20 090 exemplaires vendus durant cette période.
Switch On! a été utilisé comme thème musical pour le drama Kamen Rider Fourze.

## Liste des titres
| 1. | Switch On!                                    |  |
| 2. | Switch On！Rock'n Roll States edit.（inst）   |  |
| 3. | Switch On！ Space Techno States edit.（inst） |  |
| 4. | Switch On！ instrumental                      |  |

| 1. | Switch On！ (clip vidéo) |  |